# Голованівська селищна рада
Голованівська се́лищна ра́да — адміністративно-територіальна одиниця та орган місцевого самоврядування в Голованівському районі Кіровоградської області. Адміністративний центр — селище міського типу Голованівськ.

## Загальні відомості
- Населення ради: 7460 осіб (станом на 2001 рік)

## Населені пункти
Селищній раді підпорядковані населені пункти:
- смт Голованівськ
- с-ще Голованівськ

## Склад ради
Рада складається з 30 депутатів та голови.
- Голова ради: Чернишенко Олександр Юрійович
- Секретар ради: Безверхня Любов Олексіївна

### Керівний склад попередніх скликань
| Прізвище, ім'я, по батькові   | Основні відомості                                                            | Дата обрання | Дата звільнення |
| ----------------------------- | ---------------------------------------------------------------------------- | ------------ | --------------- |
| Маковей Анатолій Миколайович  | Селищний голова, 1953 року народження, безпартійний                          | 26.03.2006   | 31.10.2010      |
| Леух Михайло Іванович         | Селищний голова, 1952 року народження, освіта вища, член Партії регіонів     | 31.10.2010   | 08.05.2013      |
| Чернишенко Олександр Юрійович | Селищний голова, 1973 року народження, освіта середня загальна, позапартійна | 25.05.2014   |                 |

Примітка: таблиця складена за даними сайту Верховної Ради України

### Депутати
За результатами місцевих виборів 2010 року депутатами ради стали:

#### За суб'єктами висування
| Суб'єкт висування                                       | Кількість обраних депутатів | %    |
| ------------------------------------------------------- | --------------------------- | ---- |
| Партія регіонів                                         | 8                           | 26,7 |
| Політична партія Всеукраїнське об'єднання «Батьківщина» | 5                           | 16,7 |
| Народна партія                                          | 4                           | 13,3 |
| Політична партія «Сильна Україна»                       | 3                           | 10   |
| Самовисування                                           | 3                           | 10   |
| Аграрна партія України                                  | 2                           | 6,7  |
| Політична партія «Союз Лівих Сил»                       | 2                           | 6,7  |
| Єдиний Центр                                            | 1                           | 3,3  |
| Народно-демократична партія (НДП)                       | 1                           | 3,3  |
| Політична партія «Наша Україна»                         | 1                           | 3,3  |

#### За округами
| № округу                                                | Прізвище, ім'я, по батькові       | Дата визнання обраним | Освіта           | Партійна приналежність                        | Відомості про обраного депутата                                                   |
| ------------------------------------------------------- | --------------------------------- | --------------------- | ---------------- | --------------------------------------------- | --------------------------------------------------------------------------------- |
| Аграрна партія України                                  |                                   |                       |                  |                                               |                                                                                   |
| 13                                                      | Клименко Олександр Вікторович     | 05.11.2010            | вища             | член Аграрної партії України                  | смт. Голованівськ АПК, головний спеціаліст                                        |
| 27                                                      | Зівертс Світлана Василівна        | 05.11.2010            | вища             | член Аграрної партії України                  | Голованівська загальноосвітня школа № 2, техпрацівник                             |
| Єдиний Центр                                            |                                   |                       |                  |                                               |                                                                                   |
| 7                                                       | Топольник Лілія Леонідівна        | 05.11.2010            | вища             | член Єдиного Центру                           | Голованівська селищна рада, головний бухгалтер                                    |
| Народна Партія                                          |                                   |                       |                  |                                               |                                                                                   |
| 8                                                       | Піщик Тетяна Володимирівна        | 05.11.2010            | вища             | член Народної партії                          | Голованівська РДА, начальник відділу культури та туризму                          |
| 9                                                       | Коломієць Федір Федорович         | 05.11.2010            | вища             | член Народної партії                          | пенсіонер                                                                         |
| 26                                                      | Гулько Василь Олексійович         | 05.11.2010            | вища             | член Народної партії                          | Голованівська РДА, агроном                                                        |
| 29                                                      | Стрільчук Надія Дмитрівна         | 05.11.2010            | вища             | член Народної партії                          | Голованівське державне лісове господарство, головний інспектор                    |
| Народно-демократична партія (НДП)                       |                                   |                       |                  |                                               |                                                                                   |
| 16                                                      | Кругла Тетяна Дмитрівна           | 05.11.2010            | вища             | член Народно-демократичної партії (НДП)       | тимчасово не працює                                                               |
| Партія регіонів                                         |                                   |                       |                  |                                               |                                                                                   |
| 2                                                       | Безкупська Євгенія Борисівна      | 05.11.2010            | вища             | член Партії регіонів                          | Голованівський БЮТ, педагогічний організатор                                      |
| 5                                                       | Крет Микола Віталійович           | 05.11.2010            | вища             | член Партії регіонів                          | Голованівський ЦРЛ, анестезіст                                                    |
| 6                                                       | Хащевацька Ганна Михайлівна       | 05.11.2010            | вища             | член Партії регіонів                          | «УКРТЕЛЕКОМ», смт. Голованівськ, начальник дільниці                               |
| 14                                                      | Сапожков Сергій Вікторович        | 05.11.2010            | вища             | член Партії регіонів                          | смт. Голованівськ, ККП, начальник                                                 |
| 18                                                      | Ніколаєнко Анатолій Андрійович    | 05.11.2010            | середня          | член Партії регіонів                          | тимчасово не працює                                                               |
| 21                                                      | Крейтор Андрій Васильович         | 05.11.2010            | незакінчена вища | член Партії регіонів                          | тимчасово не працює                                                               |
| 28                                                      | Кешман Олександр Олександрович    | 05.11.2010            | вища             | член Партії регіонів                          | залізнична дорога Гайворонської дистанції, монтер                                 |
| 30                                                      | Єфремов Олександр Володимирович   | 05.11.2010            | вища             | член Партії регіонів                          | Голованівський фельдшерсько-акушерський пункт, завідувач                          |
| Політична партія Всеукраїнське об'єднання «Батьківщина» |                                   |                       |                  |                                               |                                                                                   |
| 3                                                       | Бошков Віктор Вікторович          | 05.11.2010            | вища             | член Всеукраїнського об'єднання «Батьківщина» | тимчасово не працює                                                               |
| 10                                                      | Безверхня Любов Олексіївна        | 05.11.2010            | вища             | член Всеукраїнського об'єднання «Батьківщина» | Голованівська селищна рада, секретар                                              |
| 19                                                      | Мосенз Алла Борисівна             | 05.11.2010            | вища             | член Всеукраїнського об'єднання «Батьківщина» | Голованівська загальноосвітня школа № 1, вчитель                                  |
| 20                                                      | Войцеховська Тетяна Володимирівна | 05.11.2010            | вища             | член Всеукраїнського об'єднання «Батьківщина» | тимчасово не працює                                                               |
| 23                                                      | Андрєєва Валентина Миколаївна     | 05.11.2010            | вища             | член Всеукраїнського об'єднання «Батьківщина» | Голованівська загальноосвітня школа № 1, вчитель                                  |
| Політична партія «Наша Україна»                         |                                   |                       |                  |                                               |                                                                                   |
| 11                                                      | Паламарчук Іван Миколайович       | 05.11.2010            | вища             | член Політичної партії «Наша Україна»         | Голованівське представництво Кіровоградської торгової палати, експерт             |
| Політична партія «Сильна Україна»                       |                                   |                       |                  |                                               |                                                                                   |
| 12                                                      | Рибак Геннадій Сергійович         | 05.11.2010            | вища             | член Політичної партії «Сильна Україна»       | приватний підприємець                                                             |
| 17                                                      | Коломійчук Олена Вікторівна       | 05.11.2010            | вища             | член Політичної партії «Сильна Україна»       | Голованівськ управління праці та соціального захисту населення, начальник відділу |
| 22                                                      | Ципко Оксана Дмитрівна            | 05.11.2010            | вища             | член Політичної партії «Сильна Україна»       | приватний підприємець                                                             |
| Політична партія «Союз Лівих Сил»                       |                                   |                       |                  |                                               |                                                                                   |
| 1                                                       | Войченко Оксана Олександрівна     | 05.11.2010            | вища             | член Політичної партії «Союз Лівих Сил»       | Голованівська загальноосвітня школа № 1, вчитель                                  |
| 24                                                      | Гирба Валентина Василівна         | 05.11.2010            | вища             | член Політичної партії «Союз Лівих Сил»       | Голованівський дошкільний навчальний заклад № 3, вихователь                       |
| Самовисування                                           |                                   |                       |                  |                                               |                                                                                   |
| 4                                                       | Попсуйко Олександр Олександрович  | 05.11.2010            | вища             | член Єдиного Центру                           | Голованівський РВУМНС, інспектор протипожежної безпеки                            |
| 15                                                      | Завалюк Тетяна Віталіївна         | 05.11.2010            | вища             | позапартійна                                  | Голованівський базар, директор ринку                                              |
| 25                                                      | Лихенко Ольга Костянтинівна       | 05.11.2010            | вища             | позапартійна                                  | Голованівська селищна рада, землевпорядник                                        |